# Zagnanado
Zagnanado eller Zangnanado är en kommun i departementet Zou i Benin.